# 十八鄉北
十八鄉北（英語：Shap Pat Heung North，代號M10）是香港元朗區議會下轄的選區，2019年設立，現有選區為第二代，屬於鄉郊地帶，2023年取消，唯一區議員是元朗區議會主席沈豪傑。

## 範圍
選區位於十八鄉東北部，包括Grand YOHO及其以北的鄉村地帶組成，並以朗日路、青山公路元朗段及元朗公路為界；與其相鄰的選區有十八鄉東、元龍、元朗中心、元朗東頭、屏山北、新田以及錦田，名稱來自原有十八鄉地名，投票站設於元朗舊墟鐘聲學校。

## 沿革
基於元朗新市鎮發展，地產商從新界原居民中收購土地發展為私人屋苑，使包圍元朗新市鎮的十八鄉人口日漸增加，而且日漸城市化，選區增多之下範圍亦向十八鄉擴展，使元朗新市鎮周邊的選區頻繁改動。
2018年選舉管理委員會因應原有十八鄉東及十八鄉西選區預計人口均會超出法例許可的上限，故此需要增加新選區以吸納超出的人口。當中以十八鄉東內的Grand YOHO及其以北鄉村地帶劃出新選區，並因應所在位置而命名為十八鄉北選區。由於諮詢時未有接獲反對意見，結果維持原有計劃，劃出本選區。
2019年區議會選舉，原十八鄉東議員沈豪傑轉到本區參選，面對來自民主動力認可的動元十八成員劉晉宇的挑戰，結果沈以1,896票多於劉的1,602票而連任。

## 歷屆議員
| 屆別           | 議員   | 政治聯繫 | 政治聯繫 |
| -------------- | ------ | -------- | -------- |
| 2020年－2023年 | 沈豪傑 |          | 鄉事派   |

## 歷屆選舉結果
| 政党   | 政党     | 候选人    | 票数  | %     | ±      |
| ------ | -------- | --------- | ----- | ----- | ------ |
|        | 動元十八 | ①. 劉晉宇 | 1,602 | 45.80 | 新選區 |
|        | 建制派   | ②. 沈豪傑 | 1,896 | 54.20 | 新選區 |
| 多数票 | 多数票   | 多数票    | 294   | 8.40  | 新選區 |

## 資料來源
1. ↑   (PDF). 香港特區政府憲報.   [2019-12-05]. （原始内容 (PDF)存档于2019-12-05）.
2. ↑   (PDF). 香港特區政府憲報.   [2019-12-05]. （原始内容 (PDF)存档于2020-08-20）.
3. ↑  . 香港特區政府憲報.   [2019-12-05]. （原始内容存档于2019-12-05）.